# Миколаївка (Миколаївська сільська громада, Синельниківський район)
Микола́ївка — село в Україні, центр Миколаївської сільської громади Синельниківського району Дніпропетровської області.
Кількість осіб, які проживають в с. Миколаївка Синельниківського району Дніпропетровської області, складає 3884 чоловік. Кількість дітей на даний час уточнюється.
При визначенні кількості враховувались особи, з місцевою реєстрацією та правом на волевиявлення через вибори, референдуми та інші форми безпосередньої демократії, згідно ст. 69 Конституції України.
Орган місцевого самоврядування — Миколаївська сільська рада.

## Географія

Монумент Хлібодарам колгоспу «40 років жовтня»

Село Миколаївка знаходиться на лівому березі річки Самара, у яку впадає річка Лозова. Вище за течією на відстані 7 км розташоване селище Петропавлівка, нижче за течією на відстані 4 км розташоване село Дмитрівка, на протилежному березі — села Катеринівка та Петрівка. Через село проходять автомобільна дорога М04 (E50) і залізниця, станції Миколаївка-Донецька і платформа 73 км.

## Походження назви
На території України 90 населених пунктів з назвою Миколаївка. В даному випадку назва походить від імені святителя Миколая Чудотворця, у честь якого і був освячений перший храм тодішньої Микільської слободи.

## Історія

### 18 сторіччя
Поселення знаходиться на лівому березі річки Самара і засновано в 1776 році, як слобода Микільська.
Говорячи про генезис цієї слободи, єпископ-історик Феодосій (Макаревський) у своїй фундаментальній праці «Матеріали для історико-статистичного опису Катеринославської єпархії» пише:  «Слобода Микільська при річці Самарі, багатолюдна з населенням заможним, знаходиться в Павлоградському повіті у 2-му благочинницькому окрузі. Заснування слободи і початкове заселення її цілком належали Азовському губернатору В. О. Черткову. Він особисто вибрав місце для слободи і вказав перших поселенців її. За його розпорядженням Бахмутський козацький полк, що знаходився в старому місті Тор (нині Слов'янськ, заштатне місто Харківської губернії) перейменований в Луганський пікінерний полк і переселений на нове місце. Оскільки Бахмутський козацький полк належав до церкви Миколаївської, складав разом зі своїми сім'ями прихід, то і новонаселяєму місцевість велено було іменувати воїнською Микольською слободою Луганського пікінерного полку.
Так в 1776 році утворилася слобода Микільська!».
На самому початку свого заснування в слободі проживало більше 600 чоловік. На новому місці при будівництві будинків і дворів пікінери діяли загальними силами, дружно і одностайно. Багатолюдному суспільству християнському, збільшеному і вихованому під керівництвом церкви, важко і прикро було довго залишатися без церкви і священика. Виборні від суспільства вахмістр Кирило Колесников, Павло Колесников і Фатей Ситніков на початку 1778 з'явились особисто до губернатора Черткова, та просили його про перенесення в слободу Микільську їх парафіяльної Миколаївської церкви, яку "предки їх побудували, а вони самі від надлишків своїх багато жертвували і благоукрашали її ".
Після наведених Торською воєводською канцелярією довідок виявилося, що в місті Торі існує три церкви: дерев'яна Микільська, яку просили перенести переселенці, дерев'яна Введенська і кам'яна трьох престольна Воскресенська, будівництво якої закінчувалося.
4 лютого 1779 року В. О. Чертков просив благословення в архієпископа Слов'янського і Херсонського Євгенія (Булгаріса) на перенесення церкви. В цей же час відставний пікінер Олексій Безкровний особисто пояснив губернатору, що при Микільській церкві в місті Тор він залишив 300 бджолиних церковних вуликів, які без його догляду і нагляду пропадають, і просив дозволу губернатора негайно перевезти вулики в слободу Микільську. Це прохання губернатор теж передав архієрею.
А виборні Фотій Ситніков і Кирило Колесников клопотали у правлячого архієрея про переведення в Микільську слободу одного з двох священиків Микільської церкви Івана Мухіна «для преподаянія народу християнських треб».
Незабаром Азовський губернатор В. О. Чертков представив Преосвященному Євгену законним порядком складений і затверджений план на 120 десятин землі, відведений для майбутнього причта слободи Микільської. Бахмутське духовне Правління підтвердило і засвідчило вірність відомостей про число церков і про кількість жителів в місті Тор. Павлівське духовне Правління представило Консисторії відомості про переселенців слободи Микільської: парафіяльних дворів до 200, а жителів обох статей до півтори тисячі душ, і, як висновок, повідомляло про те, що «обійтися слобожанам без церкви рішуче неможливо».
До подання було докладено письмові зобов'язання і підписи обивателів слободи Микільської про те, що церква з міста Тор в Микільську вони перевезуть і поставлять на власні гроші, "благоукрасят її пристойно і забезпечать достатньо всім необхідним: іконами, книгами і одяганнями; доставлятимуть удосталь віск і ладан, вино і єлей і не допустять застарілості".
9 квітня 1780 року Слов'янською духовною консисторією було визначено перенесення церкви і передача 300 вуликів церковних бджіл. У тому ж році 26 липня Павловським протопопом Феодором Тісаревскім церква «соборна, за церковним чиноположенням, закладена до споруди».
15 травня 1781 року видана Святительська благословительна грамота на освячення, а 25 травня присутній Павловського духовного правління священник Яків Соколовський звершив освячення храму. Першим священником в слободу був призначений вийшовий з Польщі священник Карп Митницький.

### 19 сторіччя
За даними 1859 року Миколаївка (інша зава Микільське) була державним селом. Тут була 1 православна церква, 1 ярмарок, базари, 626 подвірь, 4296 мешканців з перевагою росіян
Відомості, що збереглися в «Довіднику Катеринославської єпархії за 1908 рік», говорять про те, що:  «… Миколаївська церква побудована в 1780 році, старанням і коштами прихожан, дерев'яна, однопрестольна. Бібліотека — 295 томів, 191 назва. У 1895 році була відкрита церковно-приходська школа (48 хлопчиків і 25 дівчаток) на кошти товариства, відділення училищної ради, церкви і на пожертвування попечителя. Загальна кількість дворів у парафії — 951. Кількість прихожан — 3806 чоловічої статі та 3595 — жіночої. Наявний особовий склад: священик Іоаким Петров (48 років); священик Іоанн Адріашенко (29 років); штатний диякон Архип Коваленко (37 років)».

### 20 сторіччя
У 1917 році село отримало нове найменування — Миколаївка.
У 1929 році храм було закрито, в 1934 році будівлю, крім сторожки і дзвіниці, зруйновано. Під час німецько-радянської війни священик Василь Покаржевський здійснював богослужіння в переобладнаній сторожці.
З 1950 по 1962 рік настоятелем храму був протоієрей Михайло Скалозубов.
У 1963 році храм було знову закрито.
В березні 1991 року з благословення єпископа Дніпропетровського і Запорізького Гліба прихід було відроджено. Настоятелем призначено священика Василя Висоцького, який невтомною працею разом з благодійниками та парафіянами перетворив занедбаний будинок початкової школи, переданий в безоплатне користування, і відтворив храм з куполами та дзвіницею.

### 21 сторіччя
16 жовтня 2004 митрополит Дніпропетровський і Павлоградський Іриней освятили храм на честь святителя Миколая Чудотворця.
Регент у церкві з 1992—1996 р. Місюра Віра, 1996—2013 рр. Хандрига Марія, 2013-серпень 2014 р. Олексій, з 2014 р. по теперішній час Бабенко Віра.
З 2006 року по теперішній час при церкві відкрито Воскресну школу. Першим вчителем до 2011 р. була Олена Кукуяшна, з 2011 по теперішній час Вдовіченко Світлана та Ткаченко Олександр.
У 2011 році починає свою роботу в церкві Ієрей Ігор Висоцький.
У 2013 році протоієрею Василю Висоцькому митрополит Дніпропетровський і Павлоградський Іриней, вручають митру за заслуги у роботі церкви.
У 2013 році від митрополита Дніпропетровського і Павлоградського Іринея за наполегливу працю в церкві грамоти отримали Запорожченко Катерина, Василенко Любов, Бабенко Віра, Сербін Микола, Вдовіченко Світлана, Місюра Олександр.
У 2014 році в зв'язку з антитерористичною операцією почали роботи волонтери села, а саме: Касян Людмила Миколаївна, Єрмак Наталя Миколаївна, Переверзєва Валентина Вікторівна. Волонтери збирають кошти нашим воїнам і печуть пироги для військових і доправляють в зону проведення АТО.
28 березня 2017 року Миколаївка разом з селами Миколаївської сільської ради утворили об'єднану територіальну громаду (ОТГ) шляхом об'єднання з Васильківською, та Петрівською сільськими радами Петропавлівського району.
До складу ОТГ входили селище Васильківське та 10 сіл: Запоріжжя, Катеринівка, Кунінова, Маломиколаївка, Мар'їна Роща,  Миколаївка, Новопричепилівка, Петрівка, Русакове, Сидоренко.
12 червня 2020 року, відповідно до розпорядження Кабінету Міністрів України № 709-р від «Про визначення адміністративних центрів та затвердження територій територіальних громад Дніпропетровської області», увійшло до складу Миколаївської сільської громади.
19 липня 2020 року, в результаті адміністративно-територіальної реформи та ліквідації  Петропавлівського району, село увійшло до складу новоутвореного Синельниківського району.

## Населення

### Мова
Розподіл населення за рідною мовою за даними перепису 2001 року:
| Мова            | Кількість | Відсоток |
| --------------- | --------- | -------- |
| українська      | 4902      | 92.18%   |
| російська       | 385       | 7.24%    |
| румунська       | 9         | 0.17%    |
| циганська       | 8         | 0.15%    |
| білоруська      | 4         | 0.08%    |
| вірменська      | 4         | 0.08%    |
| інші/не вказали | 6         | 0.10%    |
| Усього          | 5318      | 100%     |

## Економіка
- Петропавлівський завод силікатної цегли (нині не працює, бо його розібрали на будівельні матеріали місцеві мешканці)
- приватні фермерські господарства
- розвинений аграрний сектор у формі орендних господарств
- два пункти прийому металобрухту
- приватні міні-підприємництва з переробки соняшникового насіння в олію (Олійниці).

## Об'єкти соціальної сфери
- Школа (Школа визнана найкращою сільською школою Дніпропетровської області та однією з найкращих сільських шкіл України. Триповерхова будівля зведена у 2000-му році.)
- Дитячі садочки (три заклади)
- Амбулаторія
- Фельдшерсько-акушерські пункти (два заклади)
- Будинок культури
- Храм святителя Миколая Чудотворця
- Магазини (більше 50-ти, у тому числі продуктові, господарські, меблеві, а також автозапчастин та будматеріалів)
- Перукарні (дві)
- Кафе (3 шт.)
- Бари (2 шт.)
- Пляж (організований пляж) на березі р. Самара

## Пам'ятки
Поблизу села розташовані ландшафтні заказники загальнодержавного значення Петропавлівські лимани та Мар'їн гай.